# خوان غيريرو
خوان غيريرو (بالإنجليزية: Juan Guerrero)‏ هو لاعب كرة قاعدة دومينيكاوي، ولد في 1 فبراير 1967 في San José de los Llanos ‏ في جمهورية الدومينيكان.

## وصلات خارجية
- خوان غيريرو على موقعبيزبول رفرنس.كوم (الدوري الرئيسي) (الإنجليزية)
- خوان غيريرو على موقع مشجعي الرسوم البيانية (الإنجليزية)